# Gabino Zavala
Gabino Zavala (* 7. September 1951 in Tijuana) ist emeritierter Weihbischof in Los Angeles.

## Leben
Der Erzbischof von Los Angeles, Timothy Kardinal Manning, weihte ihn am 28. Mai 1977 zum Priester.
Papst Johannes Paul II. ernannte ihn am 8. Februar 1994 zum Weihbischof in Los Angeles und Titularbischof von Tamascani. Der Erzbischof von Los Angeles Roger Michael Kardinal Mahony spendete ihm am 19. März desselben Jahres die Bischofsweihe; Mitkonsekratoren waren die Weihbischöfe John James Ward und Armando Xavier Ochoa aus Los Angeles.
Von seinem Amt trat er am 4. Januar 2012 zurück.